# David MacDonald
David MacDonald (Helensburgh, Escócia, 9 de maio de 1904 – Londres, Inglaterra, 22 de junho de 1983) foi um diretor, roteirista e produtor escocês. Seu primeiro grande filme como diretor foi The Brothers (1947).

## Filmografia selecionada
- The Last Curtain (1937)
- It's Never Too Late to Mend (1937)
- A Spot of Bother (1938)
- Meet Mr. Penny (1938)
- Diamond City (1949)[1]
- Final Column (1955)
- Man in Demand (1955)
- Small Hotel (1957)
- A Lady Mislaid (1958)
- The Moonraker (1958)
- Petticoat Pirates (1961)
- The Golden Rabbit (1962)